# Minar Zarza
Minar Zarza (em árabe: مينار زرزة) é uma cidade e comuna localizada na província de Mila, Argélia. Segundo o censo de 2008, a população total da cidade era de 22 535 habitantes.